# Kanton Louviers-Sud
Louviers-Sud is een voormalig kanton van het Franse departement Eure. Het kanton maakte sinds januari 2006 deel uit van het arrondissement Les Andelys, daarvoor behoorde het tot het arrondissement Évreux. Het werd opgeheven bij decreet van 25 februari 2014, met uitwerking op 22 maart 2015.

## Gemeenten
Het kanton Louviers-Sud omvatte de volgende gemeenten:
- Acquigny
- Amfreville-sur-Iton
- Crasville
- La Haye-le-Comte
- La Haye-Malherbe
- Hondouville
- Louviers (deels, hoofdplaats)
- Le Mesnil-Jourdain
- Pinterville
- Quatremare
- Surtauville
- Surville
- La Vacherie